# Boron (Mali)
Boron è un comune rurale del Mali facente parte del circondario di Banamba, nella regione di Koulikoro.